# Александрийское землетрясение (1955)
Александрийское землетрясение — произошедшие 12 сентября 1955 года в 06:09 UTC, землетрясение магнитудой 6,3, в городе Александрия, Египет.
Разрушения произошли в дельта Нила, между Александрией и Каиром. Было повреждено около 300 самановых домов, в районе реки Идку. В результате природной катастрофы, 20 человек погибло, 89 получили ранения, а также полностью были разрушены более 420 домов.